# Blacksad
Blacksad je francouzský komiksový seriál, který podle scénáře Juana Diaze Canalese nakreslil Juanjo Guarnido.
První díl Kdesi uprostřed stínů (nebo jen jednoduše  „Blacksad“) byl otištěn v listopadu 2000. Druhý díl, Národ ledu, byl publikován v roce 2003 a třetí  Rudá duše, byl vydán v roce 2005. Všechny tři příběhy byly otištěny v časopise Crew².
Děj příběhů odpovídá americké detektivce drsné školy. Místo lidí jsou hrdinové kresleni jako zvířata, takže komiks trochu připomíná i bajku. Příběhy se odehrávají v blíže neurčené zemi, odpovídající ale rekvizitami Americe 50. let.
Hlavní postavou je černý panter Blacksad, soukromý detektiv Marlowovského typu. Ostatní postavy odpovídají druhům zvířat, které je co nejlépe charakterizují. Uklízečkou je myška, policejním komisařem německý ovčák, bulvárním novinářem kuna. Příběhy mají sociální a protirasistický podtext.
Už první díl byl nadšeně přijat a byl přeložen do řady jazyků. Obdržel i mnoho ocenění (nejlepší album nebo nejlepší kresba na několika evropských přehlídkách komiksů v roce 2003). Jeho úspěch vyvolal požadavek na vytvoření dalších dílů.  
V roce 2013 vyšlo původně páté album s názvem Amarillo a v letech 2020 a 2021 vyšel příběh v rámci dvou alb příběh Pak se všechno hroutí (They all fall down). Oba příběhy vyšly česky v roce 2024 souborně. 
- Somewhere Within the Shadows - pojednává o korupci a chamtivosti.
- Arctic Nation - je s protirasistickým kontextem.
- Red Soul - podtextem je studená válka.

Všechny komiksy jsou barevné. 
- Blacksadmania (French)
- www.blacksad.com  (French)